# إيثيل بارابين
إيثيل بارابين هو ايثيل استر لحمض بارا هيدروكسي بنزويك. صيغته الكيميائية  HO-C6H4-CO-O-CH2CH3, وهو فرد من البارابينات.
يستخدم كمادة حافظة مضادة للفطريات, وهو كمضاف غذائي يحمل الرقم E214.
إيثيل بارابين عبارة عن مقياس كيميائي من مسببات الحساسية. الأثر الفسيولوجي من إيثيل بارابين عن طريق زيادة إطلاق  الهستامين  من الخلية بوساطة المناعة. التصنيف الكيميائي للإيثيل بارابين هو مسببات الحساسية.

## الخواص
بلورات صغيرة عديمة اللون أو مسحوق أبيض, بلورات من الكحول المخفف.البارابين في حالة مستقرة ضد التحلل خلال التعقيم ومقاومة التصبين.